# POP TV
POP TV è il primo canale televisivo commerciale privato della Slovenia. Ha iniziato le sue trasmissioni il 7 luglio 1995; il suo segnale è ricevibile anche nel Friuli Venezia Giulia orientale.
Il palinsesto è costituito da programmi di propria produzione, da serie e film statunitensi di successo.
Caratteristica di Pop Tv per quanto attiene ai film e ai telefilm statunitensi è la trasmissione degli stessi in lingua originale con sottotitolazione in lingua slovena.

## Storia
POP TV fu avviata dalla Central European Media Enterprises (CME), una società americana con sede alle Bermuda, specializzata nella produzione televisiva nell'Europa centro-orientale.

## Programmi in onda
- Ana kuha
- Anubisova hiša
- Barva strasti
- Craigslist morilec
- Glumplki
- Delovno dekle
- Dubrovniška zora
- Epilog
- Eurojackpot
- Glumplki
- Hitri prstki
- Larina zvezdica
- Lepo je biti sosed
- Lupdidu
- Maša in medved
- Moj bivši se poroči
- Moje srce je tvoje
- Mojster Miha - projekt gradimo
- Mumu
- Na kraju zločina
- Nališpani Pete
- Nepozabne počitnice
- Noro poletje
- Novi karate kid
- Obrazi v množici
- Oto čira čara
- Kaliforniciranje
- Kako ugrabiti nevesto
- Kuharski mojster
- Knjiga čarovnij
- Queen Latifah show
- Rizzoli in Isles
- Seznam strank
- Skyfall
- Smrci
- Umori ob reki
- Wendy
- Yoohoo in prijatelji
- Zaklad na gori
- Zmenki milijonarjev
- Zojina omara
- Zrcalce, zrcalce
- Zvoki noči

La rete trasmette in esclusiva per la Slovenia il mondiale di Formula 1.
Come avviene per tutte le altre reti pubbliche e private slovene, la prima serata di Pop Tv inizia alle 20:00 in punto e la seconda serata alle 22:00.

### Telegiornali
La parte informativa è affidata alla testata 24UR. I telegiornali vanno in onda alle 06:00, alle 17:00, alle 19:00 ed un flash informativo alle 22:00 circa e alle 01:00 circa.

## Premi
POP TV ha ricevuto cinque premi nel Promax festival nel 2005, tra questi il premio come miglior trasmissione d'attualità per Preverjeno, e il secondo posto per Minority Report quale promo per un film.